# Dioscorea oppositiflora
Dioscorea oppositiflora là một loài thực vật có hoa trong họ Dioscoreaceae. Loài này được Griseb. mô tả khoa học đầu tiên năm 1842.